# Campeonato de los Cuatro Continentes de Patinaje Artístico sobre Hielo de 2024
El XXVI Campeonato de los Cuatro Continentes de Patinaje Artístico sobre Hielo se celebró en Shanghái (China) entre el 30 de enero y el 4 de febrero de 2024 bajo la organización de la Unión Internacional de Patinaje sobre Hielo (ISU) y la Asociación China de Patinaje sobre Hielo.
Las competiciones se realizaron en el Centro Deportivo Shanghái Oriental.

## Resultados

### Masculino
| Puesto | Nombre        | País          | Puntos |
| ------ | ------------- | ------------- | ------ |
| Oro    | Yuma Kagiyama | Japón         | 307,58 |
| Plata  | Shun Sato     | Japón         | 274,59 |
| Bronce | Cha Jun-Hwan  | Corea del Sur | 272,95 |

### Femenino
| Puesto | Nombre         | País          | Puntos |
| ------ | -------------- | ------------- | ------ |
| Oro    | Mone Chiba     | Japón         | 214,98 |
| Plata  | Kim Chae-Yeon  | Corea del Sur | 204,68 |
| Bronce | Rinka Watanabe | Japón         | 202,17 |

### Parejas
| Puesto | Nombre                                   | País           | Puntos |
| ------ | ---------------------------------------- | -------------- | ------ |
| Oro    | Deanna Stellato-Dudek / Maxime Deschamps | Canadá         | 198,80 |
| Plata  | Riku Miura / Ryuichi Kihara              | Japón          | 190,77 |
| Bronce | Ellie Kam / Daniel O'Shea                | Estados Unidos | 187,28 |

### Danza en hielo
| Puesto | Nombre                                       | País           | Puntos |
| ------ | -------------------------------------------- | -------------- | ------ |
| Oro    | Piper Gilles / Paul Poirier                  | Canadá         | 214,36 |
| Plata  | Laurence Fournier Beaudry / Nikolaj Sørensen | Canadá         | 207,54 |
| Bronce | Christina Carreira / Anthony Ponomarenko     | Estados Unidos | 194,14 |

## Medallero
| Núm. | País           | Oro | Plata | Bronce | Total |
| ---- | -------------- | --- | ----- | ------ | ----- |
| 1    | Japón          | 2   | 2     | 1      | 5     |
| 2    | Canadá         | 2   | 1     | 0      | 3     |
| 3    | Corea del Sur  | 0   | 1     | 1      | 2     |
| 4    | Estados Unidos | 0   | 0     | 2      | 2     |
|      | TOTAL          | 4   | 4     | 4      | 12    |